# Йенни, Флориан
Флориан Йенни (нем. Florian Jenni; 24 марта 1980, Обервиль-Лили) — швейцарский шахматист, гроссмейстер (2002). 
Чемпион Швейцарии (2003, 2006). В составе национальной сборной участник 5-и Олимпиад (2000—2008).

## Изменения рейтинга
| Графики недоступны из-за технических проблем. См. информацию на Фабрикаторе и на mediawiki.org. |